# Nowa Hiszpania
Nowa Hiszpania (hiszp. Nueva España) – hiszpańska posiadłość kolonialna w Ameryce Północnej i na wyspach Pacyfiku, założona w 1521 roku po zakończonym sukcesem podboju Meksyku, od 1535 roku tworząca Wicekrólestwo Nowej Hiszpanii istniejące do 1821 roku.
Stolicą Nowej Hiszpanii było miasto Meksyk, zbudowane z ruin dawnej stolicy Azteków Tenochtitlán   przez Hiszpanów w 1521 roku. Rządzona była najpierw przez gubernatorów, z których pierwszym był zdobywca Meksyku – Hernán Cortés, a później (od 1535 roku) przez wicekrólów mianowanych przez królów Hiszpanii. Zadaniem wicekróla była kontrola administracji, nadzór nad finansami i rozdawanie łask królewskich w imieniu hiszpańskiego monarchy. Organem administracyjnym były również złożone z prawników tzw. Audiencje, które początkowo powołano na Santo Domingo i w Meksyku, a do połowy XVII wieku także w innych częściach imperium. Zarówno stanowiska wicekrólów, jak i miejsca w Audiencjach zawsze zajmowali ludzie przysłani z Hiszpanii, nigdy urodzeni w Amerykach koloniści. Podobnie wszystkie zarządzenia i prawa obowiązujące w wicekrólestwie były ustalane w metropolii, a zajmowała się ich wydawaniem powołana przez Karola V Rada Indii. Pomimo tego formalnego centralizmu odległość od metropolii i rozległość terytoriów wchodzących w skład wicekrólestwa uniemożliwiał realne sprawowanie kontroli z Madrytu.
Terytorium Nowej Hiszpanii zajmowało tereny współczesnego Meksyku po Kostarykę jako granicę południową, a także wszystkie należące do Hiszpanii wyspy wśród Karaibów z Kubą na czele. Na północy objęła z czasem Nowa Hiszpania tereny należące dziś do Stanów Zjednoczonych, a tworzące obecnie stany Kalifornia, Nevada, Utah, Kolorado, Arizona, Nowy Meksyk oraz Teksas. Oprócz tego wliczana tu była Floryda, która po traktacie paryskim z 1763 roku została oddana Wielkiej Brytanii, za co w ramach rekompensaty przyłączono do Nowej Hiszpanii część utraconej przez Francję Luizjany wraz z portem w Nowym Orleanie ustanawiając granicę między posiadłościami brytyjskimi a hiszpańskimi na rzece Missisipi. Olbrzymie te terytoria tylko nominalnie wchodziły w skład wicekrólestwa, które nie było w stanie ich efektywnie kontrolować, a które w końcu Francuzi przejęli w roku 1800 by ostatecznie sprzedać Stanom Zjednoczonym w roku 1803. Przez większość czasu płynna, północna granica Nowej Hiszpanii została ustalona ostatecznie przez Traktat Adams-Onis w 1819. Niedługo potem, w 1821 roku, Hiszpania straciła większość terytorium wicekrólestwa, z wyjątkiem Kuby, Filipin oraz Puerto Rico, kiedy uznała niezależność Meksyku w chwili zakończenia meksykańskiej wojny o niepodległość.
Administracji Wicekrólestwa Nowej Hiszpanii podlegały też formalnie Filipiny i inne, mniejsze posiadłości pacyficzne Hiszpanii, choć w praktyce, z powodu dużych odległości były to kolonie niemal niezależne.
W skład Nowej Hiszpanii wchodziły regiony autonomiczne: Nueva Extremadura, Nueva Galicia, Nueva Vizcaya oraz Nuevo Santander.